# Fred Schaus
Fred Schaus (Newark, Ohio, 30 de junho de 1925 – Morgantown, 10 de fevereiro de 2010) foi uma estrela do basquetebol profissional, treinador e diretor atlético. Sua carreira como jogador teve destaque nos times da NBA Fort Wayne Pistons e New York Knicks, tendo sido também GM e treinador do Los Angeles Lakers, técnico da Universidade de Purdue e foi membro do Comitê da NCAA.

## Estatísticas como treinador
| Equipe             | Ano     | Temporada regular | Temporada regular | Temporada regular | Temporada regular   | Playoffs                       |
| Equipe             | Ano     | J                 | V                 | D                 | Final               | Resultado                      |
| ------------------ | ------- | ----------------- | ----------------- | ----------------- | ------------------- | ------------------------------ |
| Los Angeles Lakers | 1960-61 | 79                | 36                | 43                | 2º na Divisão Oeste | Perdeu nas Finais da Divisão   |
| Los Angeles Lakers | 1961-62 | 80                | 54                | 26                | 1º na Divisão Oeste | Perdeu nas Finais              |
| Los Angeles Lakers | 1962-63 | 80                | 53                | 27                | 1º na Divisão Oeste | Perdeu nas Finais              |
| Los Angeles Lakers | 1963-64 | 80                | 42                | 38                | 3º na Divisão Oeste | Perdeu na Semifinal de Divisão |
| Los Angeles Lakers | 1964-65 | 80                | 49                | 31                | 1º na Divisão Oeste | Perdeu nas Finais              |
| Los Angeles Lakers | 1965-66 | 80                | 45                | 35                | 1º na Divisão Oeste | Perdeu nas Finais              |
| Los Angeles Lakers | 1966-67 | 81                | 36                | 45                | 3º na Divisão Oeste | Perdeu na Semifinal de Divisão |